# Maurice Le Guilloux
Pour les articles homonymes, voir Guilloux.
Maurice Le Guilloux, né le 14 mai 1950 à Plédran (Côtes-d'Armor), est un coureur cycliste français.

## Biographie
Amateur, il remporte le Tour de Martinique en 1972. Il devient professionnel en 1973 et le reste jusqu'en 1986. Il remporte 13 victoires dans cette catégorie.
Il compte neuf participations au Tour de France où il a été l'un des coéquipiers de Joop Zoetemelk, Raymond Poulidor, Laurent Fignon et de Bernard Hinault.
Il mesure 1,82 m et pèse 72 kg en 1975.
Après sa carrière de coureur, Maurice Le Guilloux intègre la direction de l'équipe La Vie claire, en 1987. De 1988 à 1991, il est directeur sportif de l'équipe Toshiba.
Il est par la suite chargé en relations publiques et accompagnateur pour le LCL dans le Tour de France.

## Palmarès

### Palmarès amateur
- Amateur
  - 1967-1972 : 72 victoires
- 1970
  - Élan breton
- 1971
  -  Champion de France des militaires sur route
  -  Champion de Bretagne du contre-la-montre par équipes[n 1]
  - 2e du championnat de France du contre-la-montre par équipes
- 1972
  -  Champion de France du contre-la-montre par équipes[n 2]
  - Tour de Martinique
  - 1re étape du Circuit de Bretagne-Sud
  - 2e du Circuit de Bretagne-Sud
  - 3e de Manche-Atlantique

### Palmarès professionnel
| - 1975 - Grand Prix d'Aix-en-Provence - 2ea étape du Tour méditerranéen - 2e du Grand Prix de Péruwelz - 3e du Grand Prix de Cannes - 1976 - Étoile de Bessèges : - Classement général - 3e étape - Paris-Limoges : - Classement général - 2e étape - 1978 - 1re étape du Critérium du Dauphiné libéré - 5e de Bordeaux-Paris - 5e du Grand Prix du Midi libre | - 1979 - 10e du Grand Prix du Midi libre - 1980 - 2e du Grand Prix de Rennes - 1981 - 2e du Tour de Vendée - 2e du Grand Prix de la côte normande - 3e de Bordeaux-Paris - 6e de Tirreno-Adriatico - 1982 - 2e de Bordeaux-Paris - 3e du Tour de Vendée - 1984 - 2e de Bordeaux-Paris - 2e du Trophée Sitram |  |

## Résultats sur les grands tours

### Tour de France
9 participations
- 1975 : 72e
- 1976 : 48e
- 1977 : abandon (14e étape)
- 1978 : 27e
- 1979 : 47e
- 1980 : 81e
- 1981 : 56e
- 1982 : 27e
- 1984 : 62e

### Tour d'Italie
1 participation
- 1980 : 55e

### Tour d'Espagne
1 participation
- 1983 : 37e